# 西奥多·梅曼
西奥多·哈罗德·梅曼 （英語：Theodore Harold "Ted" Maiman，1927年7月11日—2007年5月5日），美国物理学家，曾制造了世界上第一台激光器因为这项工作他获得了许多荣誉，他著有回憶錄The Laser Inventor，敘述個人經歷及雷射的研發過程。

## 生平
梅曼出生于洛杉矶市，但在科羅拉多度過童年，在他的少年时代就通过修理电子设备获得收入。其父亲是一名熱衷研發的电子工程师，在家中設有電機實驗室。后来他考入了科罗拉多大学博尔德分校并在1949年获得工程物理学的理学士学位，1951年他又获得了斯坦福大学的电子工程学硕士学位，4年后在同一所学校进修至哲学博士。他的博士论文为实验物理方向，导师为诺贝尔奖得主威利斯·兰姆，内容涉及到氦原子光谱在微波光学尺度的精细结构。
毕业后他进入休斯飞行器公司担任研究员。1953年查尔斯·哈德·汤斯与阿瑟·伦纳德·肖洛制造出了世界上第一台微波激射器，受到他们理论的启发，梅曼决定设计能发射可见光的激光器。但他的主管反对这项研究，于是梅曼从政府那里获得了5万美元的研究预算。他的聚光器使用人造的红宝石作为工作媒质，在其助手查尔斯（Charles Asawa）的建议下用闪光灯取代了电影放映机的灯泡。1960年5月16日，梅曼利用这台设备产生出了脉冲相干光，1960年7月7日他又在曼哈顿的一个新闻发布会上当众运行了这一设备。
1962年离开休斯公司之后，他成立了Korad公司并担任董事会主席，志在开发更多的激光设备。1968年该公司被联合碳化物（Union Carbide）公司收购之后，他又成立了梅曼伙伴公司（Maiman Associates），提供激光方面的顾问服务。1972年他以副总裁的身份成立了一家名为激光录像（Laser Video Corporation）的公司，旨在利用激光设备实现大屏幕放映。3年后的1976年，他受聘于TRW电子公司，担任副总裁一职。
2007年5月5日，梅曼因肥大细胞增生病逝世于温哥华。

## 荣耀
梅曼获得过富兰克林学会、美国物理学会、光学学会和以色列沃尔夫基金会、日本国际科学技术财团的多个奖项。还曾两度被诺贝尔奖提名，1984年入选美国国家发明家名人堂。是美国国家科学院和美国国家工程学院的院士，许多大学都授予他荣誉学位。